# Danubio FC
Danubio Fútbol Club je uruguayský fotbalový sídlící v Montevideu. Hraje nejvyšší uruguayskou ligu.

## Historie
Danubio bylo založeno v roce 1932 dvěma bratry narozenými v Bulharsku. Klub byl pojmenován podle řeky Dunaj. Přezdívka klubu (Poslední zatáčka – La curva ultima) vznikla podle polohy stadionu v areálu dostihového závodiště v hlavním městě Uruguaye.
Klub se v letech 1988, 2004 a 2007 stal uruguayským mistrem.
Klubem prošli hráči jako Juan Burgueño, Alcides Ghiggia, Rubén Sosa, Diego Forlán nebo Edinson Cavani.
Za Danubio hrál také uruguayský útočník Álvaro Recoba. V roce 2011 se uskutečnil jeho přestup do týmu Nacional Montevideo, s nímž posléze získal uruguayský mistrovský titul.